# Dirk Raudies
Dirk Raudies (17 de junio de 1964, Biberach an der Riß, Alemania) es un expiloto de motociclismo alemán. Su mayor éxito llegó en 1993 cuando ganó el Campeonato del Mundo de 125cc en una Honda RS125R.
Desde 2004, Raudies ha sido comentarista de deportes de televisión en Eurosport. De 2004 a 2008 comentó junto a Ron Ringguth MotoGP y desde 2009 el Campeonato del Mundo de Superbike con Lenz Leberkern.

## Resultados en el Campeonato del Mundo
Sistema de puntuación desde 1988 hasta 1991:
| Posición | 1.º | 2.º | 3.º | 4.º | 5.º | 6.º | 7.º | 8.º | 9.º | 10.º | 11.º | 12.º | 13.º | 14.º | 15.º |
| Puntos   | 20  | 17  | 15  | 13  | 11  | 10  | 9   | 8   | 7   | 6    | 5    | 4    | 3    | 2    | 1    |

Sistema de puntuación en 1992:
| Posición | 1.º | 2.º | 3.º | 4.º | 5.º | 6.º | 7.º | 8.º | 9.º | 10.º |
| Puntos   | 20  | 15  | 12  | 10  | 8   | 6   | 4   | 3   | 2   | 1    |

Sistema de puntuación de 1993 hasta 2022:
| Posición | 1.º | 2.º | 3.º | 4.º | 5.º | 6.º | 7.º | 8.º | 9.º | 10.º | 11.º | 12.º | 13.º | 14.º | 15.º |
| Puntos   | 25  | 20  | 16  | 13  | 11  | 10  | 9   | 8   | 7   | 6    | 5    | 4    | 3    | 2    | 1    |

### Carreras por año
(Carreras en negrita indica pole position, carreras en cursiva indica vuelta rápida)
| Año  | Cat.  | Moto  | 1      | 2      | 3      | 4      | 5      | 6      | 7      | 8      | 9      | 10     | 11     | 12     | 13     | 14     | 15     | Pts.  | Pos. |
| ---- | ----- | ----- | ------ | ------ | ------ | ------ | ------ | ------ | ------ | ------ | ------ | ------ | ------ | ------ | ------ | ------ | ------ | ----- | ---- |
| 1989 | 125cc | Honda | JPN -  | AUS -  | ESP -  | NAT -  | GER 12 | AUT 6  | NED 15 | BEL 13 | FRA -  | GBR 13 | SWE 11 | CZE 13 |        |        |        | 29    | 15.º |
| 1990 | 125cc | Honda | JPN 4  | USA -  | ESP 10 | NAT 2  | GER 2  | AUT NC | YUG 13 | NED 11 | BEL 6  | FRA 8  | GBR 13 | SWE 8  | CZE 6  | HUN 13 | AUS 6  | 113   | 5.º  |
| 1991 | 125cc | Honda | JPN 21 | AUS 11 | USA -  | ESP 9  | ITA 10 | GER 8  | AUT 4  | EUR 5  | NED 10 | FRA 6  | GBR NC | RSM 9  | CZE NC | VDM -  | MAL 8  | 81    | 8.º  |
| 1992 | 125cc | Honda | JPN 9  | AUS 7  | MAL 5  | ESP 7  | ITA 2  | EUR 5  | GER 6  | NED -  | HUN 15 | FRA 7  | GBR 4  | BRA 1  | RSA 4  |        |        | 91    | 6.º  |
| 1993 | 125cc | Honda | AUS 1  | MAL 1  | JPN 1  | ESP NC | AUT 3  | GER 1  | NED 1  | EUR 5  | RSM 1  | GBR 1  | CZE 2  | ITA 1  | USA 1  | FIM 8  |        | 280   | 1.º  |
| 1994 | 125cc | Honda | AUS 10 | MAL 4  | JPN NC | ESP 5  | AUT 1  | GER 1  | NED NC | ITA 5  | FRA 5  | GBR 8  | CZE 7  | USA 8  | ARG 6  | EUR 1  |        | 162   | 4.º  |
| 1995 | 125cc | Honda | AUS NC | MAL 7  | JPN NC | ESP 3  | GER 5  | ITA NC | NED 1  | FRA 2  | GBR 4  | CZE NC | BRA 8  | ARG 3  | EUR 5  |        |        | 124.5 | 5.º  |
| 1996 | 125cc | Honda | MAL NC | INA 4  | JPN NC | ESP 13 | ITA NC | FRA 6  | NED 6  | GER 16 | GBR NC | AUT 2  | CZE 10 | IMO 14 | CAT 10 | BRA 10 | AUS 11 | 81    | 13.º |
| 1997 | 125cc | Honda | MAL 14 | JPN NC | ESP 20 | ITA 20 | AUT NC | FRA 10 | NED NC | IMO 17 | GER NC | BRA 20 | GBR NC | CZE 19 | CAT 17 | INA NC | AUS NC | 8     | 25.º |